# Джункун

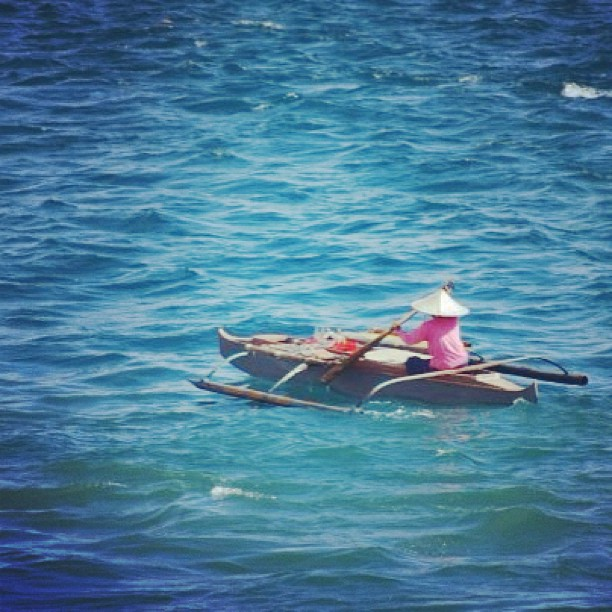
Джункун сама-баджау з міста Замбоанга, на острові Мінданао

Джункун — традиційний гребний човен-довбанка народності сама-баджау з островів Таві-Таві архіпелагу Сулу на Філіппінах. Може бути оснащене подвійним аутригером. Приводиться в рух за допомогою весла.

## Опис
Зазвичай човни виготовляються з однієї колоди, хоча іноді борти човна можуть бути підвищені за рахунок однієї дошки, а довші човни можуть містити ребра (шпангоути), які підтримують дощану палубу.
Джункун має довжину від 2,5 до 8 метрів. Ніс і корма човна мають виступи, що підносяться вгору над водою. Човни іноді оснащують подвійними аутригерами. Джункун використовується для риболовлі та подорожей на короткі відстані.